# Xã Elk, Quận Jackson, Illinois
Xã Elk (tiếng Anh: Elk Township) là một xã thuộc quận Jackson, tiểu bang Illinois, Hoa Kỳ. Năm 2010, dân số của xã này là 1.907 người.